# Kuna de Wargandí
Kuna de Wargandí est une comarque indigène au Panama. Elle est créée en 2000 dans la province de Darién, au sein du district de Pinogana. Sa superficie est de 775 km2. Elle est peuplée par l'ethnie Kuna.
La comarque n'est pas divisée en districts. Sa capitale est la ville de Nurra.  